# Hangszeres lányegyüttes
A hangszeres lányegyüttesek olyan zenei együttesek, melyek kizárólag női zenészekből állnak, ellentétben a lányegyüttesektől, melyek női tagjai kizárólag énekelnek.

## Története

### Észak-Amerika

#### Az 1920-as évektől az 1950-es évekig
A dzsesszkorszakban és az 1930-as években a „csupalány” együttesek, így a Blue Belles, a Parisian Redheads (később Bricktops), a Lil-Hardin’s All-Girl Band, az Ingenues, a Harlem Playgirls, a Phil Spitalny’s Musical Sweethearts vagy a Helen Lewis and Her All-Girl Jazz Syncopators népszerűek voltak. Több tucat korai hangosfilm, különösképpen a Paramount Pictures vagy a Vitaphone rövid promóciós filmjei a vaudeville stílusú, nőkből álló együttesek köré épült fel. Cab Calloway nővére, Blanche Calloway 1932 és 1939 között a Blanche Calloway and Her Joy Boys nevű férfiakból álló együttest vezette, míg Ina Ray Hutton 1934 és 1939 között a nőkből álló Melodearst. Eunice Westmoreland Rita Rio néven vezetett egy nőkből álló együttest, amivel az NBC Radio Networkön, illetve a Vitaphone és az RKO Pictures rövidfilmjeiben is megjelent, azonban később Donna Drake-re váltotta művésznevét és a színészkedés irányába fordult. Az 1920-as és 1950-es évek között vaudeville, varieté és hangosfilm stílusokban aktív nőkből álló együttesekről Kristin McGee Some Liked it Hot: Jazz Women in Film and Television címmel dokumentumfilmet is forgatott. Sally Placksin, Linda Dahl, D. Antoinette Handy, Frank Driggs és Sherrie Tucker professzor is dokumentálta ezt a korszakot a Swing Shift: "All-Girl" Bands of the 1940s című könyvében.

#### Az 1960-as évek
A rock and roll hajnalán egyre több kizárólag nőkből álló együttes kezdett el megjelenni. A legelső lemezkiadóhoz szerződött csupalány rockegyüttesek közé tartozott az 1964-ben az Atlantic Recordshoz aláírt Goldie and the Gingerbreads, az 1964-ben a Hideout Recordshoz, majd 1968-ban a Mercury Recordshoz szerződött Suzi Quatro által vezényelt The Pleasure Seekers, az 1968-ban az Athena Recordshoz aláírt The Feminine Complex vagy az 1969-ben Mo Ostin közreműködésével a Warner Bros. Recordshoz szerződött Fanny. Ezen előadók mellett más, lemezszerződés nélküli zenekarok is aktívak voltak, így a Liverbirds (1962–1967), az Ace of Cups (1967), a Heart Beats (1968) vagy az Ariel (1968–1970).

#### Az 1970-es évek
Roger Ebert az 1970-ben bemutatott Beyond the Valley of the Dolls című film audiokommentárjában a filmnek nyilvánítja ki a nőkből álló rockegyüttesek alapításának ösztönzését a film kitalált Carrie Nations nevű együttesével, megjegyezte, hogy akkortájt az ilyesféle zenekarok ritkaságszámba mentek, viszont a film megjelenésével egyre több jelent meg.
1971. november 6-án a Fanny első hangszeres lányegyüttesként beférkőzött a Billboard Hot 100 slágerlistájának első negyvenedik helyére a Charity Ball című számukkal, a negyvenedik helyen. A dal a WLS rádióadón még ennél is sikeresebb lett, ahol egészen a harmadik helyig jutott.
1975-ben a kanadai testvérpárból álló Kate and Anna McGarrigle felvette első albumát. A The Runaways korai éveiben kereskedelmileg sikeres nőkből álló rockegyüttes volt, első stúdióalbumukat 1976-ban jelentették meg, három tagja, Joan Jett, Cherie Currie és Lita Ford szólókarriert is befutott, egy további tag, Micki Steele pedig később a The Banglesszel ért el világsikereket.

#### Az 1980-as és az 1990-es évek
Az 1980-as években első alkalommal fordult elő, hogy a női együttesek vagy nők által vezetett rockegyüttesek slágerlistás sikereket könyvelhettek el. A Billboard magazin 1982-es év végi összesítő Hot 100 listáján Joan Jett I Love Rock ’n’ Roll harmadik és a The Go-Go’s We Got the Beat huszonötödik helyezése erős üzenetet sugárzott a zeneipari vezetőknek, arról, hogy nőkkel is jelentős anyagi sikert érhetnek el. Amíg Joan Jett „sallangmentes glam rock-himnuszokat” játszott, addig a The Go-Go’sra inkább játékos lányokként tekintettek, amit még a Rolling Stone magazin is kifigurázott, amikor a fehérneműjükben a címlapon szerepeltette a zenekart. Ezek ellenére a zenei magazinok tiszteletet kezdtek nyilvánítani a női előadók felé, Bonnie Raittet és Tina Weymouth-ot a címlapjukon szerepeltetve. Ugyan a Los Angeles-i klubéletből kiemelkedő The Go-Go’s és The Bangles voltak az első tartós sikereket elérő csupalány rockegyüttesek, azonban a szólóelőadók kövezték ki az utat az ipar női zenészek által vezetett együttesek iránti keresletéhez.
Ugyan az 1980-as években egyre komolyabban vették a női zenészeket, azonban még számos évig egyfajta újdonságnak számítottak a férfiak által uralt zenei piacon. 1984-ben Dave Markey filmrendező Jeff és Steve McDonald (Redd Kross) zenészekkel karöltve elkészítette a Desperate Teenage Lovedolls című szatirikus filmet, a Beyond the Valley of the Dolls komikusan punkos változatát, amely egy valódi együttest is szült. Ugyan a Lovedolls kezdetben még zenélni is alig volt képes, azonban a film sikere és a női együttes mivolta végett mégis jelentős sajtóvisszhangot kapott.
A Klymaxx lett az első nőkből álló rhythm and blues/pop stílusú saját szerzésű dalokat játszó együttes, melynek összes tagja játszik valamilyen hangszeren. Számos kislemezük felkerült az R&B- és poplistákra is.
Az 1980-as években növekvő népszerűségű heavy metal az 1990-es években új fényt vetett a nők zenében betöltött szerepére. A Go-Go’s és a Bangles sikere miatt számos nő csalódott volt, hogy nem vették komolyan és csak „zenét játszó aranyos csajokként” tekintenek rájuk, így vagy rockegyüttesekhez csatlakoztak vagy csupalány metalzenekarokat alapítottak. Az ilyen, keményebb zenét játszó együttesek közé tartozott a San Franciscó-i Rude Girl is. Az eredetileg a CBS Recordshoz szerződött együttes még azelőtt feloszlott, hogy bármit is megjelentetett volna, a megmaradt tagjai 1987-ben Malibu Barbi név alatt készítettek el egy kislemezt. Amikor Cara Crash és Wanda Day kilépett a 4 Non Blondesból és csatlakozott az együtteshez, akkor a hangzásviláguk eltért a heavy metaltól. Ez idő tájt a Közép-Nyugaton a Madam X leszerződött a Columbia Records alkiadójával, a Jet Record-szal. 1984-ben megjelent Rick Derringer által producerelt bemutatkozó albumuk, a We Reserve the Right a High in High School című kislemez kíséretében. A Petrucci testvérek, Max, a szólógitáros és Roxy, a dobos voltak a zenekar középpontjai. Vezetői döntések miatt azonban úgy határoztak, hogy jobb lenne, ha csak az egyikük szerepelne az együttesben, így Roxy a Los Angeles-i Vixen tagja lett.
Az Egyesült Államokban az 1990-es években újjáéledt az érdeklődés a pop-punk együttesek iránt, illetve a Sunset Strip-i hair metal színtere is egyre zsúfoltabb lett, így megszülettek a „imázs nélküliséget” a hangos nyers zenével ötvöző együttesek. Népszerűek lettek az olyan zenekarok, mint a Hole, a Super Heroines, a Lovedolls vagy az L7, akik amíg a színpadon és az interjúkon időnként a magabiztos „rosszlány” hozzáállást demonstrálták, addig mindig kaphatóak voltak arra, hogy megtámadják azt a feltételezést, hogy hogyan is kéne viselkedni egy hangszeres lányegyüttesnek. Courtney Love a Hole többi tagját úgy írta le, hogy sokkal inkább „holdi nézőpontból” állnak hozzá a zenészi szerepükhöz. Az 1990-es években a Bratmobile és Bikini Kill megjelenésével feltűnt a Riot Grrrl műfaj. A többi punkegyüttes, így a Spitboy kevésbé volt elégedett a Riot Grrrl esztétika gyermekközpontú problémáival, így kifejezetten a feminizmussal és ahhoz kapcsolódó kérdésekkel foglalkoztak. A csupalány Queercore együttesek, mint például a Tribe 8 vagy a Team Dresch is írt kifejezetten a nők és azok társadalmi pozíciójáról szóló dalokat. Lisa Rose Apramian San Diegó-i pszichiáter és Kyle C. Kyle, a The Motels és a The Droogs egykori dobosa Not Bad for a Girl címmel forgatott dokumentumfilmet, mely bejárja ezen kérdéseket a Riot Grrrl színtér akkori képviselőivel készített interjúkban.
Az 1980-as és az 1990-es hangszeres lányegyüttesek számos női zenésze nagyobb horderejű előadóhoz csatlakozott. A Pandoras egykori tagjai, köztük a Muffs tagjai; Leather Leone, a Rude Girl és a Malibu Barbi egykori énekese a Chastain tagja lett; Warbride alapítója és szólógitárosa, Lori Linstruth Arjen Anthony Lucassenhez csatlakozott; Abby Travis a Lovedollsból Beckkel, az Elasticával és a Banglesszel is játszott; Meredith Brooks a Gracesből sikeres szólókarrierbe kezdett, illetve Janet Robin (Precious Metal), Lindsey Buckingham és az Air Supply turnégitárosa is volt.

### Európa
1959-ben megalakult a lengyel Filipinki.
Az Egyesült Királyságban a késői 1970-es években, a punk hajnalán annak „csináld magad” erkölcsi világképe olyan női zenekarok megalapításához vezetett, mint a Slits, a Raincoats, a Mo-dettes, a Dolly Mixture vagy az Innocents, illetve olyan formációkhoz, melyek női tagjai befolyással voltak azok zenei és dalszövegi tartalmára (Au Pairs, Delta 5) vagy ahol nő volt az együttes kiemelt tagja (Siouxsie and the Banshees, X-Ray Spex). A punk európai terjedésével jelent meg a svájci Liliput is.
1974-ben a Deadly Nightshade rock/country együttes leszerződött az RCA Phantom Records nevű kiadójához. A megkötött szerződés az RCA/Phantom cégeket az első mainstream lemezkiadóvá tette, mely jogot biztosított egy előadónak, hogy visszautasítson bármilyen feminista érzékenységére sértő hirdetést.
1978-ban a Painted Lady nevű együttes hamvain megalakult a dél-londoni Girlschool rockzenekar. Ugyan valamelyest népszerűek voltak az Egyesült Királyságban, azonban az 1980-as évek elején nagyobb médiafigyelmet kaptak a Go-Go’s sikere révén, aminek basszusgitárosa, Kathy Valentine a Girlschool tagja volt az 1970-es években. Korai kiadványaik közé tartozott a Headgirl néven a Motörheaddel közösen felvett St. Valentine’s Day Massacre című középlemez.
2002-ben megalakult az észt Vanilla Ninja.

### Ausztrália
1977-ben Ausztráliában a Cris Bonacci által vezetett Sweet Jayne rendszeresen koncerteket kezdett adni. Az együttes elsősorban saját dalokat játszott. 1978-ban megnyerték az ausztrálázsiai Yamaha Battle of the Bands dalversenyt, és 6 év alatt számos kiadványt jelentettek meg és több, mint 700 koncertet adtak. A zenekar 1983-ban feloszlott, amikor Chris Scherit és Cris Bonaccit meghívták az Egyesült Királyságba, hogy Mike Oldfieldnek dolgozzanak.

### Japán
Japán egyik első hangszeres lányzenekara, a Zelda 1979-ben alakult. 1985-ben megjelent a Show-Ya, majd 1986-ban a Princess Princess nagykiadós bemutatkozó lemeze, melyeknek hála a szigetország hangszeren játszó női együtteseinek száma nagyarányú növekedésének indult. 1989-ben megjelent a Go-Bang’s első nagykiadós lemeze. 1989-től a TBS televízióadó olyan csupalány együttesek dalait kezdte játszani, mint a Mijake Júdzsii no ikaszu Band tengoku, a Pink Sapphire, a Norma Jean vagy a The News. 1997-ben megalapították a női zenekarokra specializálódott Benten Label lemezkiadót, ami olyan előadók kiadványait jelentette meg, mint a Lolita No.18 vagy a Tsu Shi Ma Mi Re. Az 1990-es években olyan nők által vezetett együttesek voltak aktívak, mint a Brilliant Green, a Hysteric Blue, a Judy and Mary vagy a Lindberg, míg a Shonen Knife, a Cibo Matto vagy a Buffalo Daughter a szigetországon kívül is egyre népszerűbb lettek.
A 2000-es évek elején megalakult a The Scanty, a Whiteberry, a Chatmonchy vagy a Zone, utóbbinak 2001 augusztusában Secret Base (kimi ga kureta mono) címmel hatalmas sikerű kislemeze jelent meg, amely az Oricon eladási listájának második helyéig jutott és több, mint 700 000 példányt adtak el belőle. A 2004-ben alapított Nakamori Band Oh My Darlin’ című számával elnyerte a Japan Record Awards díjátadó legjobb új előadójának, majd egy évvel később a Fly High című számukkal annak fődíját, azonban 2008-ban mégis feloszlottak.
2006-ban megalapult a Scandal, akik 2008-ban elnyerték a Japan Record Awards új előadójának járó díját. A 2010-es években a Scandal, a Chatmonchy, az Akai kóen, a Negoto, Flip, a Lovendor, a Shishamo és a Tricot vezetésével ismét nagy arányban emelkedni kezdett a szigetország hangszeren játszó női együtteseinek száma. 2010. és 2015. között a Scandal Scandal Copy Band/Vocalist Contest néven dalversenyt rendezett a középiskolás hangszeres lányegyütteseknek, melyre rendszerint 500–600 előadó nevezett be.